# Porque esconderlos?
Pourquoi les cacher ?
L'eau-forte Porque esconderlos? (en français Pourquoi les cacher ?) est une gravure de la série Los caprichos du peintre espagnol Francisco de Goya. Elle porte le numéro 30 dans la série des 80 gravures. Elle a été publiée en 1799.

## Interprétations de la gravure
Il existe divers manuscrits contemporains qui expliquent les planches des Caprichos. Celui qui se trouve au Musée du Prado est considéré comme un autographe de Goya, mais semble plutôt chercher à dissimuler et à trouver un sens moralisateur qui masque le sens plus risqué pour l'auteur. Deux autres, celui qui appartient à Ayala et celui qui se trouve à la Bibliothèque nationale, soulignent la signification plus décapante des planches.
- Explication de cette gravure dans le manuscrit du Musée du Prado :
La respuesta es fácil. Porque no los quiere gastar, y si no los gasta, porque tiene los 80 cumplidos y no puede vivir un mes todavía teme que le ha de sobrar la vida y faltarle el dinero. Tan equivocados son los cálculos de la avaricia.
(La réponse est facile. Parce qu'il ne veut pas les dépenser, et s'il ne les dépense pas, c'est parce qu'il a 80 ans sonnés et ne peut vivre un mois de plus; cependant il a peur qu'il lui reste du temps pour vivre et que l'argent lui manque)[2].

- Manuscrit de Ayala :
Obispo avaro. En vano esconde en sus talegas rodeándose de sobrinos y otros sacristanes.
(Évêque avare. En vain il cache son magot entouré de neveux et autres sacristains)[2].

- Manuscrit de la Bibliothèque nationale :
Un clerigo avaro y muy respetable, esconde sus talegas; pero ya se las buscan sus sobrinos y otros sacristanes.
(Un clerc avare et très respectable cache son magot mais déjà le cherchent ses neveux et autres sacristains)[2].

## Technique de la gravure

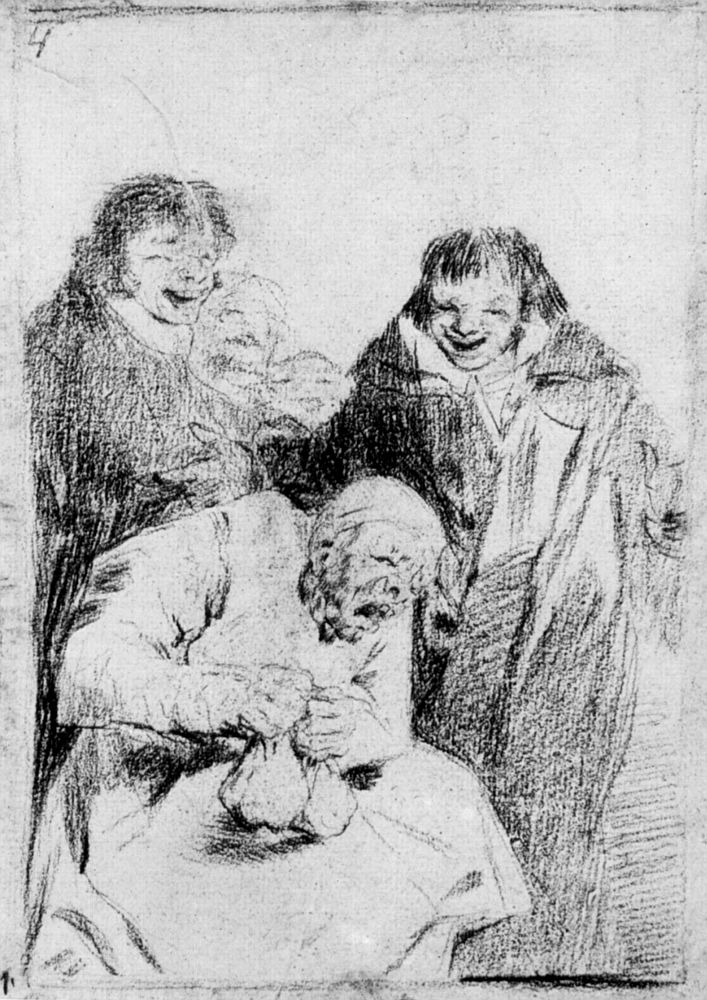
Dessin préparatoire.

L'estampe mesure 215 × 151 mm sur une feuille de papier de 306 × 201 mm. Goya a utilisé l'eau-forte, l'aquatinte et la pointe sèche.
Le dessin préparatoire est à la sanguine. Le dessin préparatoire mesure 202 × 142 mm.

## Catalogue
- Numéro de catalogue G02117 au Musée du Prado.
- Numéro de catalogue du dessin préparatoire D04371(v) au Musée du Prado.